# هنغشوي
هنغشوي (بالصينية: 衡水) هي مدينة من مدن الصين. يبلغ عدد سكانها 4340773 نسمة حسب إحصائيات سنة 2010. تبلغ مساحتها 8836.95 كم².

## المناخ
يظهر الجدول التالي التغييرات المناخية على مدار السنة لهنغشوي:
| البيانات المناخية لـهنغشوي                  | البيانات المناخية لـهنغشوي | البيانات المناخية لـهنغشوي | البيانات المناخية لـهنغشوي | البيانات المناخية لـهنغشوي | البيانات المناخية لـهنغشوي | البيانات المناخية لـهنغشوي | البيانات المناخية لـهنغشوي | البيانات المناخية لـهنغشوي | البيانات المناخية لـهنغشوي | البيانات المناخية لـهنغشوي | البيانات المناخية لـهنغشوي | البيانات المناخية لـهنغشوي | البيانات المناخية لـهنغشوي |
| الشهر                                       | يناير                      | فبراير                     | مارس                       | أبريل                      | مايو                       | يونيو                      | يوليو                      | أغسطس                      | سبتمبر                     | أكتوبر                     | نوفمبر                     | ديسمبر                     | المعدل السنوي              |
| ------------------------------------------- | -------------------------- | -------------------------- | -------------------------- | -------------------------- | -------------------------- | -------------------------- | -------------------------- | -------------------------- | -------------------------- | -------------------------- | -------------------------- | -------------------------- | -------------------------- |
| متوسط درجة الحرارة الكبرى °م (°ف)           | 3.2 (37.8)                 | 7.2 (45.0)                 | 13.7 (56.7)                | 21.8 (71.2)                | 27.4 (81.3)                | 31.9 (89.4)                | 32.0 (89.6)                | 30.5 (86.9)                | 26.9 (80.4)                | 21.0 (69.8)                | 11.8 (53.2)                | 4.9 (40.8)                 | 19.4 (66.8)                |
| المتوسط اليومي °م (°ف)                      | −2.7 (27.1)                | 0.9 (33.6)                 | 7.2 (45.0)                 | 15.1 (59.2)                | 20.9 (69.6)                | 25.7 (78.3)                | 27.1 (80.8)                | 25.6 (78.1)                | 20.9 (69.6)                | 14.3 (57.7)                | 5.6 (42.1)                 | −0.7 (30.7)                | 13.3 (56.0)                |
| متوسط درجة الحرارة الصغرى °م (°ف)           | −7.1 (19.2)                | −3.9 (25.0)                | 1.9 (35.4)                 | 9.2 (48.6)                 | 14.9 (58.8)                | 20.0 (68.0)                | 22.8 (73.0)                | 21.5 (70.7)                | 16.1 (61.0)                | 9.2 (48.6)                 | 0.9 (33.6)                 | −4.8 (23.4)                | 8.4 (47.1)                 |
| الهطول مم (إنش)                             | 2.0 (0.08)                 | 5.4 (0.21)                 | 11.4 (0.45)                | 18.5 (0.73)                | 37.4 (1.47)                | 71.3 (2.81)                | 147.1 (5.79)               | 116.4 (4.58)               | 46.1 (1.81)                | 27.1 (1.07)                | 11.1 (0.44)                | 3.1 (0.12)                 | 496.9 (19.56)              |
| متوسط الرطوبة النسبية (%)                   | 60                         | 55                         | 53                         | 54                         | 59                         | 60                         | 75                         | 79                         | 72                         | 66                         | 66                         | 64                         | 64                         |
| المصدر: China Meteorological Administration |                            |                            |                            |                            |                            |                            |                            |                            |                            |                            |                            |                            |                            |